# 曹各庄天主堂
曹各庄天主堂，全名天主教北京教区曹各庄圣心堂，位于北京市门头沟区永定镇曹各庄村，隶属天主教北京教区。

## 简介
曹各庄天主堂位于门头沟区曹各庄村，清朝光绪七年（1881年）始建，当时称“若瑟堂”。该教堂由当时在北京西什库天主堂任职的陆神父联络当地桥户营的东崔家、西崔家、安家及曹各庄的陆家共四家教友一起出资兴建。义和团运动中，该教堂被义和团烧毁。清朝宣统末年，由西什库天主堂的一位法国神父出资重建。当时隶属长辛店堂区，由陆神父的侄孙陆德茂主持日常宗教活动，当时教友约300多人。文革期间，该教堂被当地生产队占用改为仓库，直到1995年教会收回该教堂并翻建。1995年12月19日，北京教区傅铁山主教为该教堂举行祝圣开堂典礼，改名为“圣心堂”。该教堂外观为中国传统的硬山顶建筑，同时融合了欧洲哥特式建筑的特点。教堂面积一百余平方米，可容150人参加弥撒。
教堂在曹各庄村中部、路南，主体建筑是一座四间硬山大脊房，其中靠西的三间被辟为教堂，东梢间是神父休息室。该建筑的外观大致为中国传统硬山顶建筑，同时具有欧洲哥特式建筑特点。石砌墙体为四角砌砖，上中下三条砖线，俗称“四角硬”。顶覆石板，青灰筒子瓦压垅。房顶起脊高，前后坡陡，大脊西端原先立有十字架，现已无存。该建筑前后都不出檐头，房檐四周以上用砖垛支撑。前后有长方形西式门窗，门窗镶有玻璃。教堂内原有80厘米石膏彩绘圣母玛利亚和耶稣的圣像，现已无存。院内原有一座高约10米的木架式钟楼，上挂大小两口铜钟，直径分别为约50厘米、约40厘米，敲钟人可顺木攀上敲钟，现钟楼已无存。
2007年圣神降临节，曹各庄天主教乐队成立，定名为“天爱铜管乐队”。成员为教友。成立初期，在宋神父主导，陆队长主管，袁老师指导下，制定了乐队管理制度，并接纳了社会乐手加入乐队。乐队成立后，曾在北京教区李山主教首次回东堂视察、贾后疃天主堂奠基庆典、后桑峪圣母山朝圣、曹各庄堂区重大节日提供服务，并参加了宣传兵役法、红歌赠书仪式、防治艾滋病宣传等社会活动。
曹各庄天主堂面积小（建筑面积190平方米，占地面积230平方米），且年久失修，存在安全隐患。为此，北京市、门头沟区天主教会及门头沟区天主教教友多次请求门头沟区人民政府帮曹各庄天主堂改善设施及环境。应北京市、门头沟区天主教会请求，2012年3月，门头沟区人民政府决定对曹各庄天主堂拆迁异地重建。经门头沟区民宗办及有关部门协调，确定选址在长安街延长线旁边，新堂的建筑风格采用哥特式，规划占地面积2300平方米，建筑面积2000平方米，分为教堂和附属楼两部分。新堂计划2018年建成并启用。建设新堂期间，曹各庄天主堂临时在永定镇侯庄子板房01号活动。

## 主任司铎
1. 冯国新神父（1996年9月—1999年9月）[5][2]
2. 张洪波神父（1999年11月—？）[2]
3. 宋占平神父（？—2011年）
4. 王学群神父（2011年2月—2013年）
5. 肖恩孝神父（2014年—）[6]